# Bernabé Aráoz
Bernabé Aráoz (Monteros, provincia de Tucumán en 1776 - Trancas, provincia de Tucumán, 24 de marzo de 1824) fue un militar y político argentino, gobernador y caudillo de la provincia de Tucumán durante las décadas de 1810 y 1820.

## Héroe de la batalla de Tucumán
Era miembro de una extensa familia de comerciantes locales, de importante fortuna personal. Desde joven se alistó en las milicias locales.
El 10 de septiembre de 1812, cuando Belgrano dirigía el "éxodo jujeño" hacia Córdoba, se presentó en el campamento patriota de La Encrucijada, junto a los vecinos más representativos de la ciudad Tucumán y le ofrecieron su ayuda para detener la retirada y presentar batalla en la ciudad de Tucumán, contrariando las órdenes del Primer Triunvirato. Luchó bajo las órdenes de Juan Ramón Balcarce en la decisiva batalla de Tucumán del 24 de septiembre de 1812. Los españoles no pudieron jamás volver a invadir el territorio argentino tan al sur, ni gozaron de gran superioridad militar ante los criollos.
Participó en la batalla de Salta con el grado de coronel y regresó a Tucumán, a organizar nuevos refuerzos para el Ejército del Norte. Cuando ese mismo ejército regresó derrotado del Alto Perú, formó varios otros regimientos, esta vez bajo las órdenes de San Martín, y ayudó en la construcción de la fortaleza defensiva junto a la ciudad, llamada La Ciudadela.

## Primer gobierno
En abril de 1814 fue nombrado Gobernador de la provincia de Salta del Tucumán, y cuando Tucumán se separó de Salta, fue el primer gobernador titular de Tucumán, provincia que incluía a Catamarca y Santiago del Estero, en octubre de 1814.
Era un patriota entusiasta y convincente, pero según las Memorias de José María Paz,

"...jamás se inmutaba, ni he sabido que nunca se le viese irritado; su exterior era frío e inmutable, su semblante poco atractivo, sus maneras y hasta el tono de su voz lo harían más propio para llevar la cogulla que el uniforme del soldado; prometía mucho, pero no era delicado para cumplir su palabra; por lo demás, no se le conocía más pasión que la de mandar, y si se merece que se le dé la clasificación de caudillo, era un caudillo suave, y poco inclinado a la crueldad. "

Fue ascendido al grado de coronel mayor (equivalente a general) en marzo de 1815. Con la caída de Alvear tras la sublevación de Fontezuelas, Aráoz se hizo confirmar en el cargo por una asamblea en el Campamento de la Ciudadela, donde la influencia militar era inevitable. El centralismo había cedido algo, pero solo en beneficio de las capitales de provincia, no de las ciudades de Santiago y Catamarca. En respuesta, en septiembre de 1815 estalló una sublevación autonomista en Santiago del Estero, dirigida por el coronel Juan Francisco Borges, pero las tropas de Aráoz lo vencieron fácilmente.
A partir de principios de 1816, al regreso de los derrotados de Sipe Sipe, el Ejército del Norte se estableció en Tucumán y pasó a depender exclusivamente de esa provincia, ya que el gobierno nacional privilegió al Ejército de los Andes. El gobernador salteño Güemes tuvo que hacer frente exclusivamente con sus fuerzas locales a las invasiones realistas. Aráoz se las ingenió para mantener a su provincia en funcionamiento, obligando a todos los comerciantes a aportar contribuciones “voluntarias”
Pero a partir de 1816, se encontró con otro huésped costoso: el Congreso de Tucumán. El esfuerzo valía la pena, ya que el 9 de julio se declaraba la Independencia nacional, por la que todos los tucumanos ya se habían pronunciado.
A fines de 1816, Borges volvió a tomar el poder en Santiago, pero esta vez fue atacado por tres regimientos enviados por Belgrano, que lo derrotaron, y fue fusilado.
Pero con el Ejército del Norte no le fue tan bien: Aráoz tuvo sucesivos conflictos con el general Belgrano, que desautorizó acciones de Aráoz, incluso en cuestiones tan privativas del gobernador como los sueldos de los funcionarios. Por su parte, Belgrano acusaba a Aráoz de obstaculizar permanentemente el auxilio que necesitaban las tropas. Como consecuencia de ello, el general solicitó reiteradamente la remoción de Aráoz al Director Supremo Pueyrredón. Este prefirió apoyar políticamente a Belgrano y, en septiembre de 1817, el catamarqueño, nacido en Santa Fe, Feliciano de la Mota Botello, reemplazó a Aráoz. Este pasó los dos años siguientes retirado en sus fincas rurales, esperando su oportunidad.

## La República del Tucumán
Desde mediados de 1818 solo quedaba en Tucumán parte del Ejército del Norte, el resto había marchado hacia el centro del país por orden del Director Supremo. La lucha por la independencia en el frente norte quedó a cargo del general Martín Miguel de Güemes con la Guerra gaucha en Salta, Jujuy y [[provincia de Tarija (Tarija), de acuerdo con el general José de San Martín, que con su ejército planeaba atacar directamente el Virreinato del Perú y necesitaba la retaguardia protegida y defendida. En noviembre de 1819, algunos oficiales del desmantelado Ejército del Norte arrestaron al gobernador Mota Botello y al general Belgrano. Tres días después, un cabildo abierto en Tucumán nombraba gobernador de la provincia de Tucumán a Bernabé Aráoz. Esa revuelta fue calificada por el general Paz como "...la primera chispa del incendio que cundió luego por toda la República"; en la práctica, desde hacía años todo el litoral desconocía la autoridad del Directorio y del Congreso, la Banda Oriental estaba casi completamente ocupada por los portugueses y Salta seguía sola su guerra en el norte. La chispa contribuyó al incendio, pero fue de las últimas: solo faltaban el motín de Arequito, la batalla de Cepeda y la revolución cuyana de Mariano Mendizábal; y todas ellas se cumplirían en menos de tres meses.
Aráoz era un jefe astuto, poco dado a enfrentar los conflictos que pudiera evitar, pero decidido cuando no se le daba opción. Como otros caudillos de su época, tenía más apoyo en el campo que en la ciudad. Su segundo gobierno fue muy bueno, considerando los problemas que tenía que enfrentar.
Un congreso provincial elegido especialmente promulgó una Constitución para la República de Tucumán, una respuesta local al problema del país anarquizado. Esta República no era independiente de las demás provincias, sino que formaba con las demás una sola entidad. El nombre de república no significaba (en ese entonces) más que "estado", en su sentido local o nacional, indistintamente.
Pero Santiago del Estero se negó a formar esta "república" bajo el poder de Aráoz, que no tenía ningún fundamento político ni histórico. En marzo de 1820, bajo la dirección del coronel Juan Felipe Ibarra, la resistencia en Santiago del Estero venció, se declaró su autonomía y  nombró a Ibarra como gobernador de la provincia autónoma de Santiago del Estero.
También tuvo una fuerte oposición en la jurisdicción de la ciudad de San Fernando del Valle de Catamarca, aunque ésta fue rápidamente vencida: la provincia de Catamarca se formaría en el año 1823, ya sin Aráoz en el poder. Hubo además una oposición dirigida por el coronel Alejandro Heredia, jefe de los regresados del Ejército del Norte; como no logró armar una resistencia organizada, Heredia se trasladó con sus hombres a la provincia de Salta. Allí, el general Güemes estaba cada vez más indignado por lo que entendía falta de colaboración de la provincia vecina en los esfuerzos de la Guerra Gaucha.

## Guerra civil tucumana
Aráoz no solo no colaboraba con los intentos de Güemes de marchar al Alto Perú. El 23 de enero de 1821, Ibarra comunicaba a Güemes que se veía obligado a defenderse del esperado ataque de Aráoz, agregando que

Este acontecimiento inesperado es el origen de no poder a V. S. remitirle el dinero de los azogues ni de dar curso a su venta. Este gobierno... reclama de V. S. los más vivos y eficaces auxilios para destruir este tirano que sin más atención que su ambición frustra todos los auxilios que podía remitírsele al ejército de su mando, para el progreso rápido de la Nación.

De modo que Güemes invadió la provincia de Tucumán. El coronel Saravia ocupó Catamarca, donde derrocó a Juan José de La Madrid —cuñado de Aráoz— y nombró una junta de gobierno. Un ejército de salteños y santiagueños se dirigió sobre la capital, intimando a Aráoz su renuncia al mando. En Rincón de Marlopa, a las puertas de la ciudad, el general Abraham González derrotó sorpresivamente a Güemes. Unos días después, los realistas hacían su último avance hasta Salta, causando la muerte de Güemes.
Enseguida, Aráoz reconoció la autonomía de Santiago del Estero. Pero su gobierno tenía muchos opositores en la ciudad capital y, a fines de septiembre de 1821, Catamarca se separaba de Tucumán.
Tres días más tarde, el general González derrocó al gobernador Aráoz, que tuvo que huir solo hacia el campo. La República del Tucumán quedaba definitivamente disuelta y se reanudaban las guerras civiles casi continuas en la provincia, producto de las cuales pasarían por el sillón de gobernador casi veinte personas. Aráoz regresó al gobierno por dos semanas, pero fue expulsado nuevamente, para luego conquistar el poder por dos veces más, ambas durante unos pocos días.
En octubre de 1822 volvió al gobierno por última vez, y logró mantenerse casi un año. Alcanzó a poner algo de orden en el caos de los meses anteriores, e incluso pudo aportar algo para el Ejército de los Andes, que ya San Martín había llevado hasta Lima.
Pero Javier López lo derrocó a fines de 1823. Esta vez, Aráoz huyó a Salta; fue un grave error. Las veces anteriores que había sido derrotado se había dirigido al interior de su provincia. Pero ahora estaba en Salta, donde era odiado por los gauchos de Güemes y por el gobernador Arenales. Este arrestó a Aráoz y lo entregó en Trancas, al oficial tucumano José Martín Ferreyra, en la frontera entre ambas provincias, el 24 de marzo de 1824. Tras el sumario levantado por el Sargento Mayor y escribano Juan Antonio Yolis, Aráoz fue fusilado. Yolis lo acusó de intentar sobornar a sus escoltas y por ello lo mandó a fusilar. Cabe recordar que el cura José Agustín Molina, quien más tarde sería obispo de Tucumán, fue uno de los firmantes de la sentencia de muerte de Aráoz.
Bernabé Aráoz ha pasado a la historia como el autor de una supuesta independencia de su provincia, lo que no se ajusta a la verdad histórica. Fue un patriota entusiasta, un gran organizador de ejércitos, un buen gobernador de Tucumán, el autor de la autonomía provincial y de una forma particular de la misma que fracasó. Las tensiones entre los intereses de las diversas autonomías provinciales y la de Tucumán se sobrepusieron a las tensiones con quienes llevaban adelante la Guerra Gaucha de la Nación. Además, los intereses cruzados entre el interior de la provincia y la capital no pudieron resolverse sino por la fuerza; sus sucesores tampoco lo lograron, y durante una década más la provincia estuvo sumida en el caos y las guerras civiles. Su ejecución buscaba la paz, pero fue una de las causas principales de la guerra civil.
Durante ese período anárquico, que se aceleró en el Noroeste argentino con la muerte de Güemes por el ejército realista en 1821, continuaron el caos y las guerras civiles iniciadas en Tucumán durante la Anarquía del Año XX, aunque la amenaza realista estaba siendo definitivamente alejada del actual territorio argentino. El rol de Aráoz en su última etapa fue catalizador de esas luchas y Anarquía.